# Andres Oper

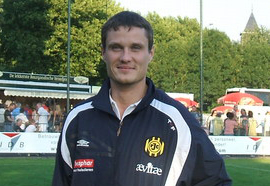
Oper in Trainingsjacke von Roda Kerkrade

Andres Oper (* 7. November 1977 in Tallinn) ist ein ehemaliger estnischer Fußballspieler. Mit 38 Toren in 134 Länderspielen ist Oper Rekordtorschütze der estnischen Nationalmannschaft.

## Karriere

### Frühe Stationen in Estland und Dänemark
Im Jahre 1987 begann Andres Oper seine Karriere in der Jugend von FC LSMK/Pantrid Tallinn. Dort spielte er bis 1994, dann ging er in den Jugendbereich von
JK Pärnu Tervis und wechselte noch im selben Jahr zu FC Flora Tallinn. In Tallinn unterschrieb er noch im selben Jahr seinen ersten Profivertrag. Als er 21 Jahre alt war, wollte der FC Arsenal ihn in die Premier League locken, allerdings kam ein Wechsel nach London nie zustande. Nachdem er in den ersten Jahren nur zu Kurzeinsätzen gekommen war, wurde er im Jahr 1996 zu seinem damaligen Jugendverein JK Pärnu Tervis ausgeliehen. Nach neun Einsätzen und drei Toren, kehrte er zurück zu Tallinn und erkämpfte sich danach einen Stammplatz.
Bei Flora Tallinn gewann er die Meistriliiga 1994/95, 1997/98 und 1998, 1995/96 und 1996/97 wurde er mit seinem Team Vizemeister. Dazu kommen noch zwei nationale Pokalerfolge in den Jahren 1995 und 1998, sowie den Supercup 1998 und eine Finalteilnahme ein Jahr später. 1999 wurde er als Estnischer Fußballer des Jahres ausgezeichnet.
Am 2. Juli 1999 wechselte er für umgerechnet eine Million US-Dollar in die Superliga zum dänischen Klub Aalborg BK, wo er einen Fünfjahresvertrag unterschrieb. Zusammen mit seinem Nationalmannschaftskollegen Indrek Zelinski eine erfolgreiche Zeit, die er mit einer Finalteilnahme, allerdings keinem Finalsieg im Landspokalturneringen, dem dänischen Pokal im Jahr 2000 krönte. 2001 wurde er mit dem Journalistenpreis für den besten estnischen Fußballer ausgezeichnet. Ein Jahr später gewann er zum zweiten Mal die Wahl zum estnischen Fußballer des Jahres. In den vier Jahren absolvierte er 117 Spiele, in denen er 27 Tore erzielte.

### Aufstieg in Moskau und Kerkrade
Am 10. Juli 2003 unterzeichnete er einen Zweijahresvertrag beim russischen Verein Torpedo Moskau. Nach einigen Verletzungen am rechten Fuß wurde sein Vertrag von Seite des Vereines aus, nicht verlängert. Oper bestritt 53 Spiele und schoss acht Tore.
Daraufhin wechselte er Ende August 2005 zum niederländischen Klub Roda Kerkrade, wo er einen Einjahresvertrag unterschrieb. Zuvor ist ein möglicher Wechsel nach England zum AFC Sunderland gescheitert. Sein erstes Tor in der Eredivisie erzielte er am 1. Oktober beim 3:2-Sieg über Vitesse Arnheim. In diesem Jahr gewann er zum dritten Mal die Wahl zum estnischen Fußballer des Jahres und auch noch den Journalistenpreis für den besten estnischen Fußballer. Am 28. Mai 2006 verlängerte er seinen Vertrag bis zum 30. Juni 2008. In seiner zweiten Saison erzielte er 19 Tore und wurde damit Top-Scorer seines Vereins. 2008 erreichte er das Finale des KNVB-Pokal, welches Roda Kerkrade allerdings mit 0:2 gegen Feyenoord Rotterdam verlor. Trotz eines noch laufenden Vertrags verlängerte er im Mai 2007 schon wieder seinen Vertrag, dieses Mal bis zum 30. Juni 2009.

### Wechsel nach Fernost und die Stationen danach
Nach dem Auslaufen seines Vertrages, heuerte er in der Volksrepublik China bei Shanghai Shenhua an, dort unterzeichnete er einen Halbjahresvertrag. Nach seinem Debüt im August 2009 beim Auswärtsspiel gegen Jiangsu Sainty, verletzte er sich am 12. September gegen Beijing Guoan und so lief sein Vertrag nach sechs Spielen und keinem Tor aus.
Nach einer nicht gerade erfolgreichen Zeit in China, unterschrieb er im Januar 2010 einen Halbjahresvertrag bei ADO Den Haag, mit Option auf ein weiteres Jahr. Sein Debüt gab er am 13. Februar gegen Willem II Tilburg, am 18. April erzielte er sein erstes Tor für Den Haag beim 4:0-Sieg gegen RKC Waalwijk. Er bestand auf die Vertragsoption, stellte aber noch weitere Forderungen, so dass ADO Den Haag die Verhandlungen abbrach und so lief sein Vertrag im Sommer 2010 aus.
Am 9. September unterschrieb er einen Einjahresvertrag beim zyprischen Klub AEK Larnaka. In seinem ersten Spiel gegen Ethnikos Achnas, erzielte gleich sein erstes Tor. Nachdem er nach seiner Station in Den Haag bereits kurze Zeit vereinslos war, verblieb er bei Larnaka nur bis zum Sommer des Folgejahres, da sein Vertrag nicht mehr verlängert wurde, und war danach rund ein halbes Jahr ohne Verein. Innerhalb Zyperns schloss er sich schließlich im Winter 2011/12 dem Verein Nea Salamis Famagusta an. Für die Zyprioten war er bis zum Sommer 2013 im Einsatz, ehe er seine Karriere als Aktiver beendete.

### Nationalmannschaft
Im Alter von 17 Jahren bestritt er beim Baltic Cup 1995 sein erstes Länderspiel gegen Lettland. Auf sein erstes Länderspieltor musste er bis zum 8. Juni 1997 warten, welches er im Rahmen der Fußball-Weltmeisterschaft 1998-Qualifikation gegen Schweden erzielte. Am 2. September 2006 bestritt er sein 100. Länderspiel gegen Israel. Mit 38 Toren in 131 Länderspielen ist Oper Rekordtorschütze der estnischen Nationalmannschaft und einziger baltischer Spieler, dem mehr als 30 Länderspieltore gelangen.

## Titel und Erfolge
FC Flora Tallinn
- Meister der Meistriliiga: 1994/95, 1997/98, 1998
- Vizemeister der Meistriliiga: 1995/96, 1996/97
- Estnischer Pokal: 1995, 1998
- Estnischer Supercupsieger: 1998
- Estnischer Supercupfinalist: 1999

Aalborg BK
- Landspokalturneringen-Finalist: 2000

Roda Kerkrade
- KNVB-Pokalfinalist: 2008

Persönliche Ehrungen
- Estnischer Fußballer des Jahres: 1999, 2002, 2005
- Estonian Football Journalists’ Club Award: 2001, 2005